# Poursuite visuelle
La poursuite visuelle est la capacité de suivre des yeux une cible en mouvement sans que l’image de l’objet s’écarte de la fovéa. Lorsqu'elle est totalement développée, la poursuite visuelle s’effectue de façon continue, fluide et régulière, sans saccades (changement rapide d’un point de fixation à un autre). La poursuite visuelle se fait par le mouvement des yeux seuls ou par le mouvement combiné des yeux et de la tête,. C’est une habileté qui, étant influencée par de multiples facteurs tels que le contrôle oculomoteur, l’attention et l’âge, varie d’un individu à l’autre.

## Poursuite visuelle et développement
Elle représente un indicateur de l’intégrité du système nerveux et visuel et serait présente dès les premières semaines de vie. Sa maturation se fait essentiellement au cours de la première année de vie. Vers 10 à 12 mois, la poursuite lente est présente dans toutes les conditions de présentation du stimulus.

## Poursuite visuelle et ergothérapie
La poursuite visuelle constitue une des cibles de développement selon l’approche « développementale » en ergothérapie. Elle est l’une des fonctions visuelles qui permettent à l’enfant, par le biais de la perception visuelle et de l’intégration visuomotrice, d’explorer son environnement et les objets qui s’y trouvent, d’organiser ses mouvements, d’avoir des interactions sociales, etc. Les troubles de la poursuite visuelle peuvent être présents dans diverses pathologies telles que l’autisme, la trisomie 21, la dyspraxie, la paralysie cérébrale, etc. En ergothérapie, plusieurs tests peuvent être utilisés pour dépister les troubles de la perception visuelle. Pour sa part, l’intervention se fait par le biais d’activités significatives et de techniques de positionnement pour stimuler l’enfant à effectuer une poursuite visuelle fluide (Ex : stimuler l’enfant à suivre un jouet mobile du regard, à toucher des bulles de savon, etc.)